# Вулканический сёрфинг

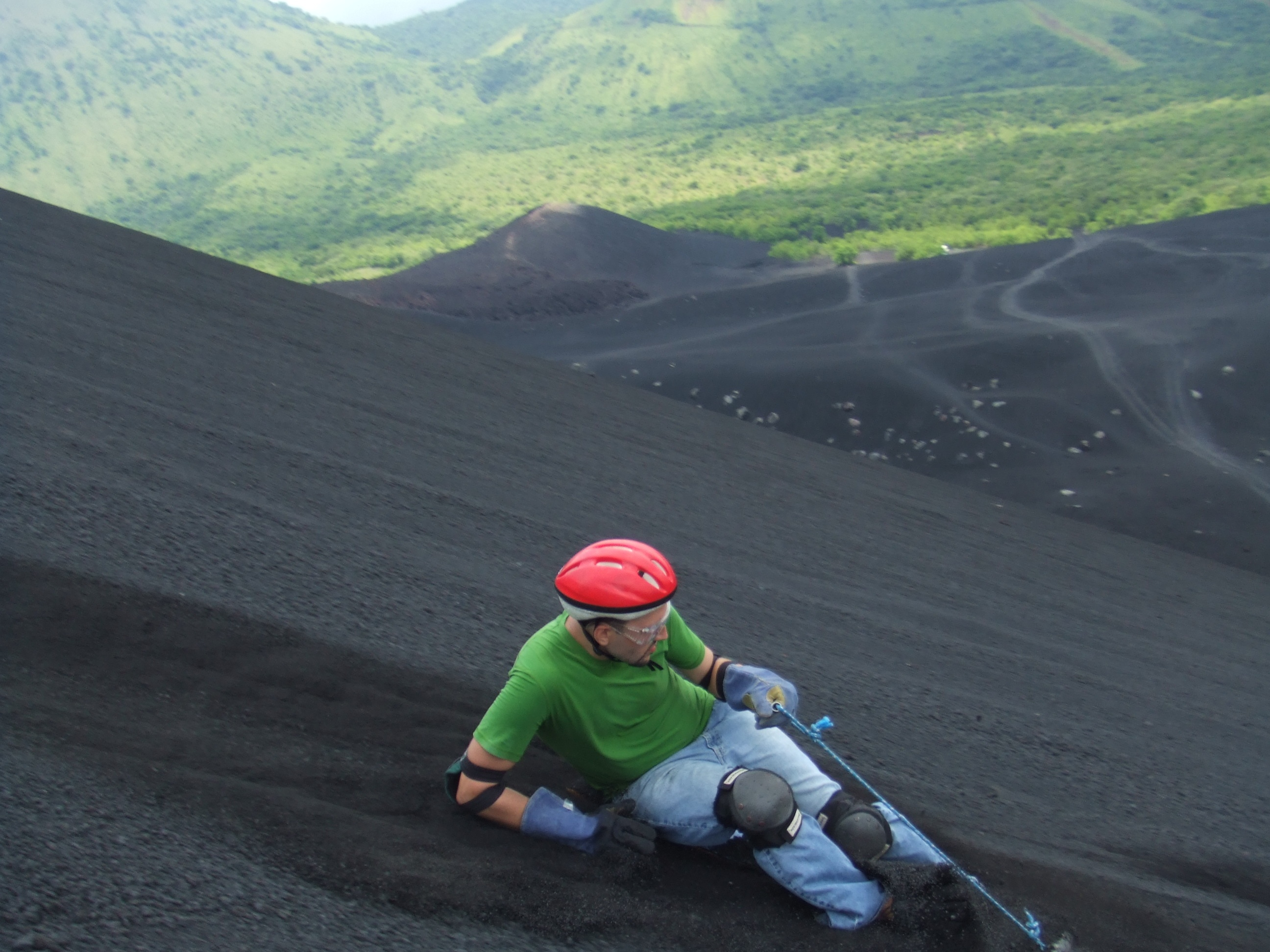
Бордер спускается по склону Серро-Негро, Никарагуа

Вулканический сёрфинг, эш-бординг, вулкан-бординг — экстремальный вид спорта, заключающийся в скоростном спуске по склону вулкана. Наиболее популярным вулканом является Серро-Негро в западном Никарагуа. Всадники взбираются на вулкан и скользят вниз сидя или стоя на тонкой доске из фанеры или металла. Практикуется также на вулкане Ясур в Вануату.
Потенциальными опасностями этого вида спорта являются падения, порезы частицами вулканического пепла, отравление ядовитыми газами, ожоги вылетающей расплавленной лавой. Для минимизации риска используется защитная экипировка, в том числе комбинезоны и защитные очки. Серро-Негро является действующим вулканом, хотя последнее извержение было в 1999 году. Ясур гораздо опаснее, поскольку извержения происходят практически ежедневно.
Честь изобретения вулканбординга приписывает себе авантюрист и журналист канала National Geographic Иштван Золтан, который скатился с Ясура в 2002 г., хотя бывал на нём и раньше, в 1995 году. Он заснял свой спуск, и позже ролик вышел в эфир канала в 5-минутном новостном отрывке. Иштван выделяет две разновидности вулканбординга: 1) спуск с действующего вулкана, с опасностью непосредственно от извержения (вылетающая расплавленная лава и ядовитые испарения) и 2) спуск с потухшего вулкана без указанных опасностей. Вторая разновидность вулканического сёрфинга аналогична сэндбордингу.